# NGC 5017
NGC 5017 is een elliptisch sterrenstelsel in het sterrenbeeld Maagd. Het hemelobject werd op 7 mei 1787 ontdekt door de Duitse astronoom William Herschel.

## Synoniemen
- NGC 5017
- MCG -3-34-16
- PGC 45900